# Thoros II (prince d'Arménie)
Thoros II (en arménien Թորոս Բ ; † 1169) est un prince des Montagnes roupénide ayant régné de 1140 à 1169. Il est fils de Léon Ier, lui-même prince des Montagnes.

## Biographie
Son père a conquis toute la Cilicie, mais est vaincu en 1136 par l'empereur byzantin Jean II Comnène ; Thoros est emmené en captivité avec ses parents à Byzance, tandis que ses frères Stéphane et Mleh se réfugient à Édesse. 
Léon meurt en 1140, et Thoros parvient à s'évader en 1143 et revient dans les montagnes ciliciennes, où il commence par reprendre les citadelles, comme celle de Vahka. Puis il prend les villes de la plaine et reconquiert la totalité de la Cilicie, en 1151. Mais il perd Alexandrette en 1153, prise par Renaud de Châtillon, prince d'Antioche. En 1158, l'empereur Manuel Ier Comnène revient à la tête d'une armée et reprend le contrôle de la plaine, mais laisse Thoros dominer les montagnes, car le roi Baudouin III de Jérusalem favorise la négociation d'une trêve entre les deux belligérants. En 1162, Thoros reprend Vahka et Anazarbe, mais, craignant une nouvelle offensive des impériaux, négocie une trêve en 1163 ; un statu quo s'établit alors : les Byzantins gardent le contrôle de la plaine, et Thoros celui des montagnes.
Thoros meurt le 6 février 1169, peu après s'être fait moine.

## Mariage et enfants
Il épouse en 1149 Isabelle de Courtenay, fille de Josselin II, comte d'Édesse et de Béatrice. De ce mariage sont nés :
- Rita, mariée en 1153 à Héthoum III, seigneur de Lampron. Ils se séparent en 1168 ;
- probablement une fille, mariée à Isaac Doukas Comnène († 1195), empereur de Chypre.

Veuf, il se remarie avec une Arménienne, fille de Thomas, et a pour fils :
- Roupen II († 1170), prince des Montagnes.

## Culture populaire
- La campagne arménienne de l'extension The Royals Mountains d'Age of Empires II : Definitive Edition lui est consacré.